# Dom Prowincyjny w Nowej Wsi Spiskiej

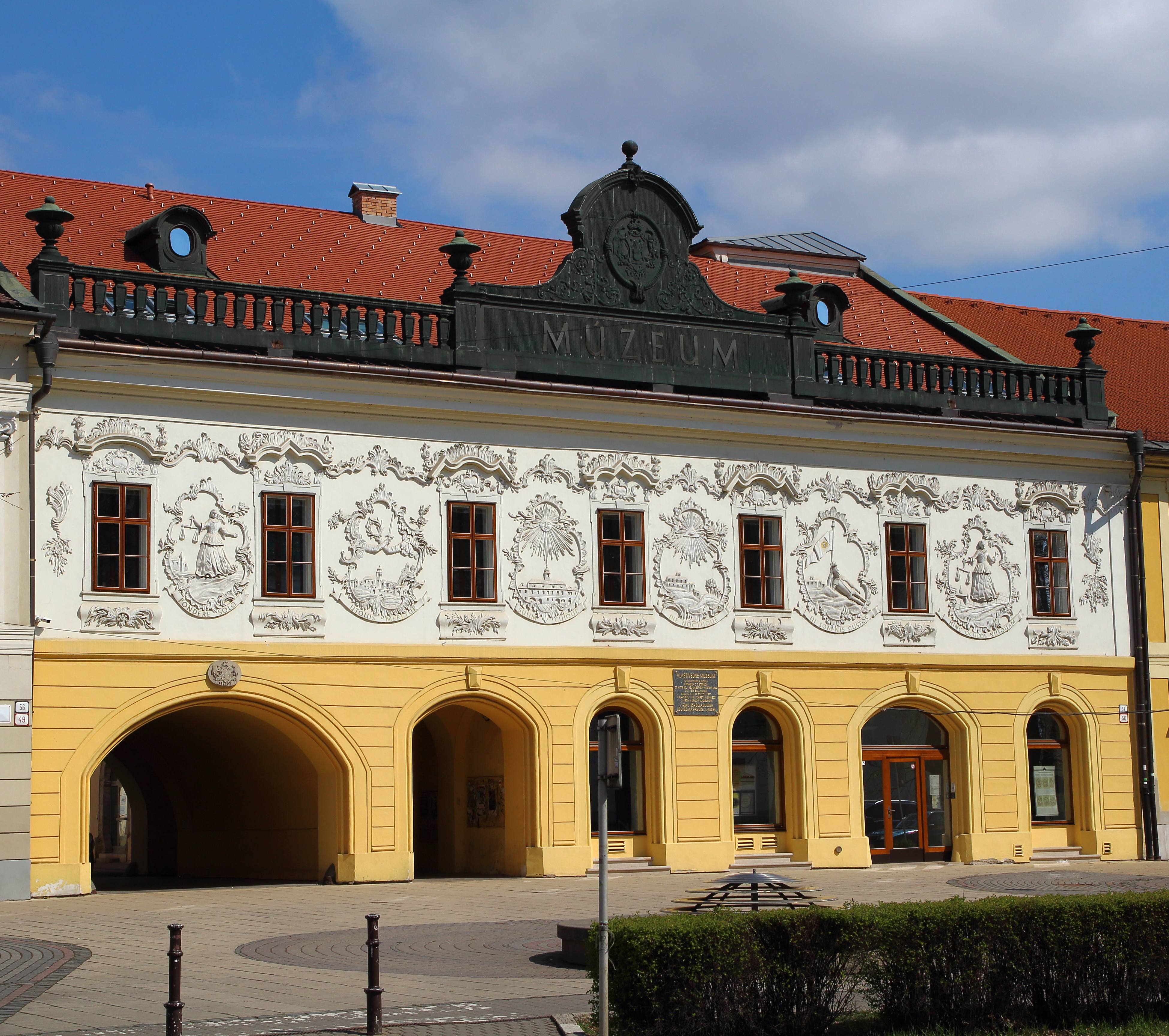
Dom Prowincyjny w Nowej Wsi Spiskiej

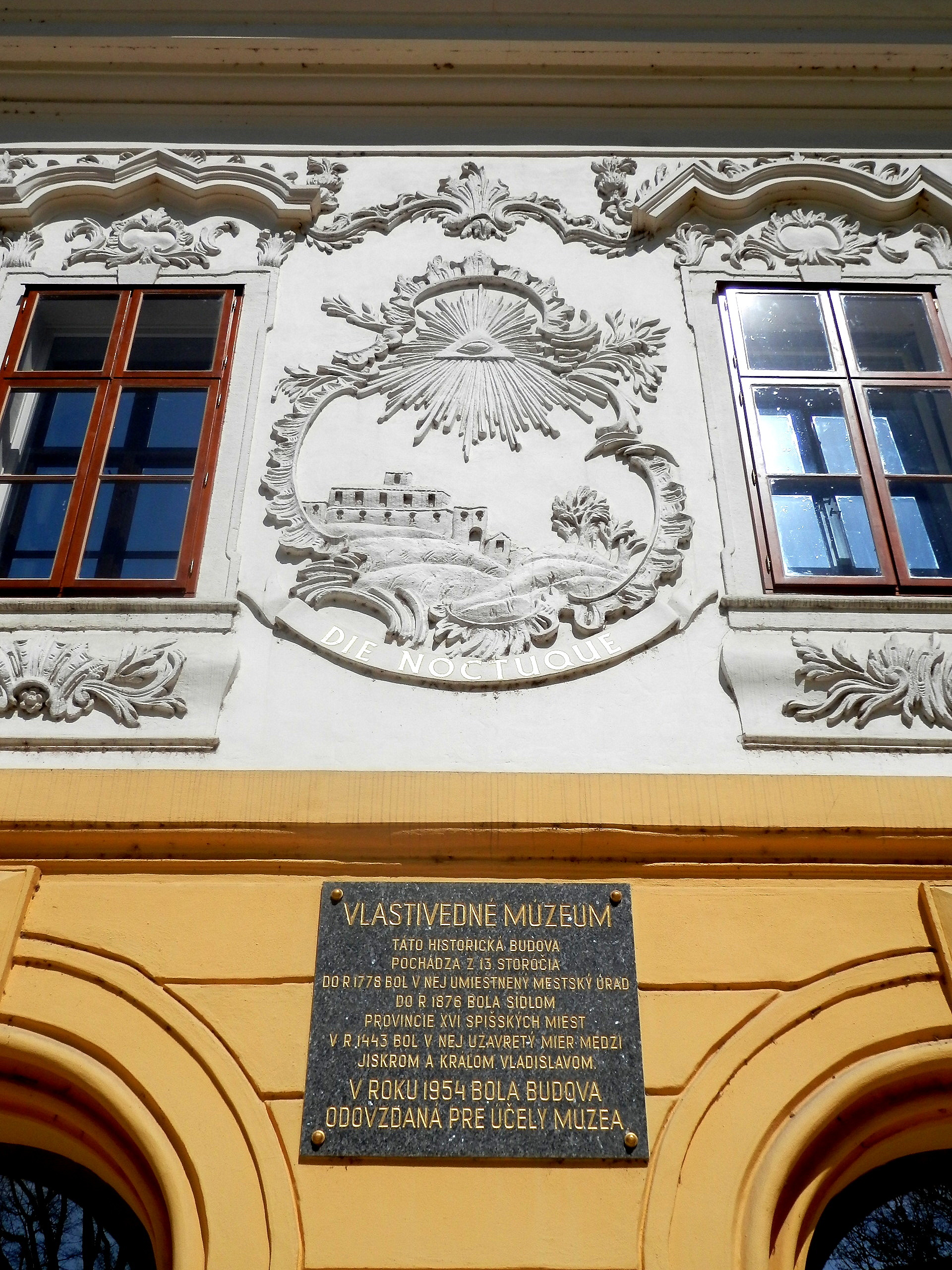
Dom Prowincyjny w Nowej Wsi Spiskiej (fragment fasady)

Dom Prowincyjny (słow. Provinčný dom) – zabytkowy budynek w Nowej Wsi Spiskiej na Słowacji. Pierwotnie ratusz, później siedziba Prowincji XIII, a następnie XVI Miast Spiskich (stąd nazwa), obecnie muzeum.

## Położenie
Budynek wznosi się w centralnej części północnej pierzei wrzecionowatego rynku (słow. Radničné námestie) miejskiego, na wysokości kościoła pw. Wniebowzięcia NMP. Oficjalny adres: Letná ul. 50. Przejazdowa brama z lewej strony jego fasady stanowi wyjazd z rynku w kierunku Lewoczy (w jej osi ciągnie się Levočská ulica).

## Historia
Budynek wzniesiono zapewne w I połowie XV w. z przeznaczeniem na ratusz. Uważa się, że w roku 1443 w nim właśnie został zawarty pokój między królem Węgier Władysławem Jagiellończykiem a Janem Jiskrą z Brandysa, kończący wojnę o tron węgierski dla Władysława Pogrobowca.
W piwnicach było więzienie, ale trzymano tam również wino. Na parterze było m.in. archiwum i siedziba straży miejskiej. Na piętrze w dużej sali obradowała Rada Miasta, a oprócz tego były tam kancelarie wójta, notariusza i skarbnika miejskiego. Dach, kryty gontem nakrywał poddasze, wykorzystywane jako spichlerz. Po 1711 r. bywał tu okresowo ówczesny starosta spiski, książę Teodor Józef Lubomirski: w 1723 r. pomieszczenia piętra przebudowano na salę teatralną, w której wystawiano przedstawienia teatralne dla księcia i jego dworu. W latach 1763–1765 wykonano remont budynku.
XIII Miast Spiskich powróciło do korony węgierskiej w wyniku I rozbioru Polski, w 1772 r. Ich uroczyste włączenie do żupy spiskiej miało miejsce 5 listopada tego roku w Nowej Wsi Spiskiej – zapewne w budynku ratusza. Miasta te zaczęły się jednak domagać się swych dawnych praw i w 1774 r. utworzono z nich na powrót samodzielną Prowincję XVI Miast Spiskich. Siedzibę jej administracji umieszczono w ratuszu, odkupionym od miasta 17 marca 1775 r. za 9 tys. węgierskich złotych i wkrótce gruntownie przebudowanym.
Budynek był siedzibą Prowincji XVI Miast Spiskich i jej głównych urzędów do 1876 r. z dwoma przerwami w latach 1785–91 oraz 1850–1861, co było związane z polityczno-administracyjnymi zmianami, jakie zachodziły w cesarstwie w czasie reform Józefa II oraz po upadku węgierskiego powstania z l. 1848–49. W międzyczasie budynek trzykrotnie niszczyły pożary: w roku 1844, 1846 i 2 lutego roku 1849, w czasie ataku wojsk cesarskich na Spiską Nową Wieś. Przy kolejnych odbudowach i przebudowach dach pokryto dachówką, a w 1862 r. zainstalowano kanalizację. W 1870 r. część pomieszczeń wynajęła poczta, która w następnym roku na tyłach budynku zainstalowała centralę telegraficzną.
Po ostatecznej likwidacji Prowincji w 1876 r. budynek przejęła żupa spiska, która ostatecznie w 1894 r. sprzedała go na licytacji za 18,6 tys. złotych Kasie Oszczędnościowej XVI Miast Spiskich. Ta w latach 1894–95 przebudowała go do dzisiejszego stanu, m.in. kryjąc dach blachą oraz umieszczając na szczycie swój herb i okolicznościowy napis. Od 1954 r. w budynku mieści się Muzeum Spisza (słow. Múzeum Spiša). W 2002 r. ponownie restaurowano dekoracyjną fasadę budowli.

## Architektura
Budynek wzniesiono na planie litery „L”, której podstawa leży wzdłuż pierzei rynkowej. Z czasem dobudowano do niego kolejne budowle, ciągnące się w głąb wydłużonej działki, którą od zach. ogranicza ulica Levočská. Budynek główny jest piętrowy, podpiwniczony, nakryty dachem spadzistym. Dyspozycja pomieszczeń nieregularna. Na podstawie opisu z 1734 r. wiemy, że na parterze były cztery izby i kilka pomieszczeń gospodarczych, a na piętrze siedem izb i większa sala posiedzeń Rady Miejskiej.
Najefektowniejszym elementem budowli jest jej elewacja frontowa od strony rynku. Generalnie siedmioosiowa, jednak na parterze regularność zaburza podwójnej szerokości sień przejazdowa, zwana Bramą Lewocką. Pośrodku jej łuku znajduje się rzeźbiony w kamieniu herb Prowincji XVI Miast Spiskich, nadany w 1774 r. Obok wyróżnia się węższe przejście dla pieszych. Wszystkie otwory posiadają skromne, profilowane opaski, a elewację w obszarze parteru pokrywa równie delikatne pasowe boniowanie.
Elewacja pierwszego piętra, oddzielona od parterowej słabo zaznaczonym gzymsem, jest siedmioosiowa, symetryczna i bogato zdobiona. Posiada bogatą rokokową dekorację stiukową, pochodzącą z końca XVIII w. Pod i nad każdym z otworów okiennych znajdują się różne kompozycje ornamentów roślinnych. Przestrzenie między oknami wypełnia 6 kartuszy. Sceny w nich przedstawione symbolizują cnoty, które powinni posiadać członkowie Rady Miejskiej i miejscy urzędnicy. Ich zrozumienie ułatwiają łacińskie napisy na wstęgach, usytuowanych u dołu kartuszy. Fasadę wieńczy balustrada z czarnego kamienia z neobarokowym szczytem pośrodku, pochodząca z końca XIX w., z czasów, gdy mieściła się tu Kasa Oszczędnościowa XVI Miast Spiskich. Wokół herbu XVI Miast biegł napis: „A szepesi XVI városi Takarék-pénztár”.